# Posadas (La Rioja)
Posadas es una aldea de la localidad de Ezcaray, en La Rioja (España), de la que dista 10,2 km. Se sitúa a 971 m s. n. m. y a 2 km de la aldea de Ayabarrena, en la margen izquierda del río Oja.

## Historia
La cita más antigua de la localidad data del año 1037, en la que se la denomina Posatas, porque servía como posada a los pastores trashumantes que atravesaban aquella zona. A principios del siglo XX contaba con una ferrería que luego se convertiría en una central eléctrica, cuyas ruinas se pueden contemplar hoy en día.

## Demografía
Posadas (La Rioja) contaba a 1 de enero de 2010 con una población de 14 habitantes, 7 hombres y 7 mujeres.
| Gráfica de evolución demográfica de Posadas (La Rioja) entre 2000 y 2015                         |
|                                                                                                  |
| Población de derecho (2000-2015) según los censos de población del INE a 1 de enero de cada año. |

## Monumentos de interés

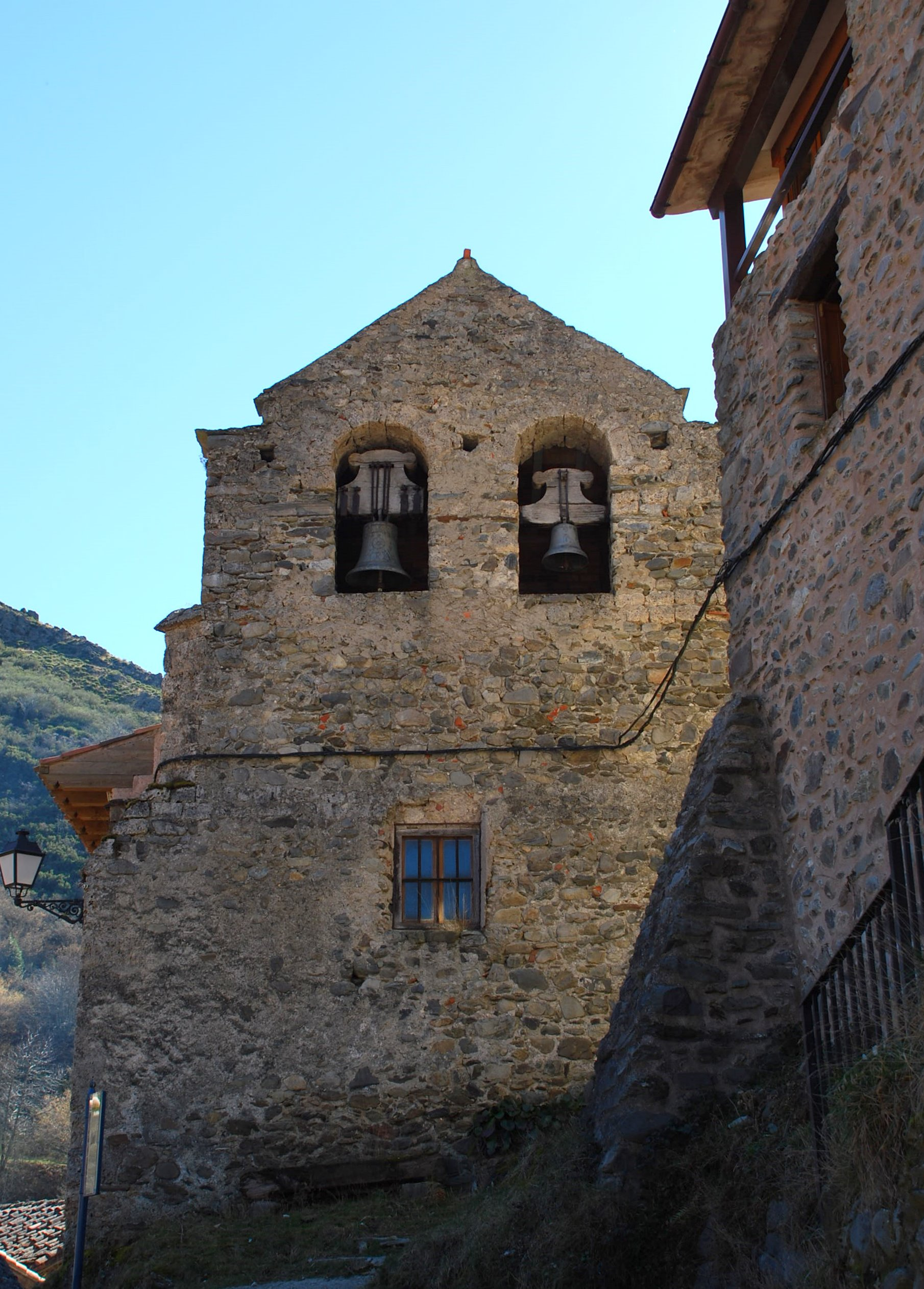
Iglesia de San Juan Bautista.

- Iglesia de San Juan Bautista, del siglo XVII, construida en piedra toba en sus muros principales.

## Fiestas
El patrón de la localidad es San Juan Bautista, que se celebra el 24 de junio con misa, procesión y diversos actos. También el 26 de agosto se celebran Gracias, con diversos actos para los niños y verbena.

## Ocio
Como todo el Valle del Oja, es una zona perfecta para los amantes de la pesca, sobre todo de la trucha. A pocos kilómetros de la aldea se encuentra también la estación de esquí de Valdezcaray.